# Landhaus Julius Caspar
Das Landhaus Julius Caspar liegt in der Weinbergstraße 3 im Stadtteil Oberlößnitz der sächsischen Stadt Radebeul. Es wurde 1913 nach Entwürfen des Architekten Oskar Menzel durch den Serkowitzer Baumeister Johannes Eisold errichtet.

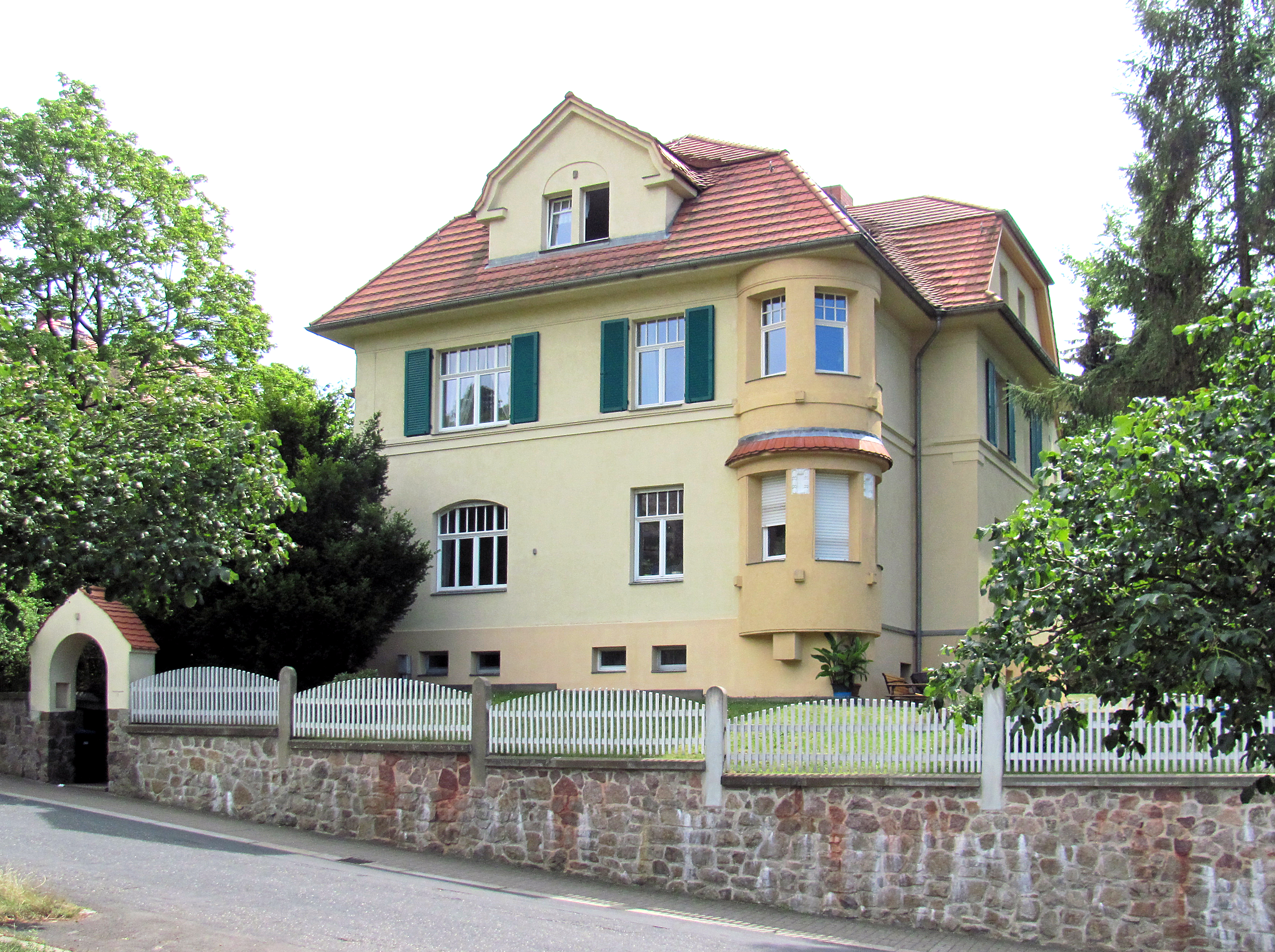
Landhaus Julius Caspar

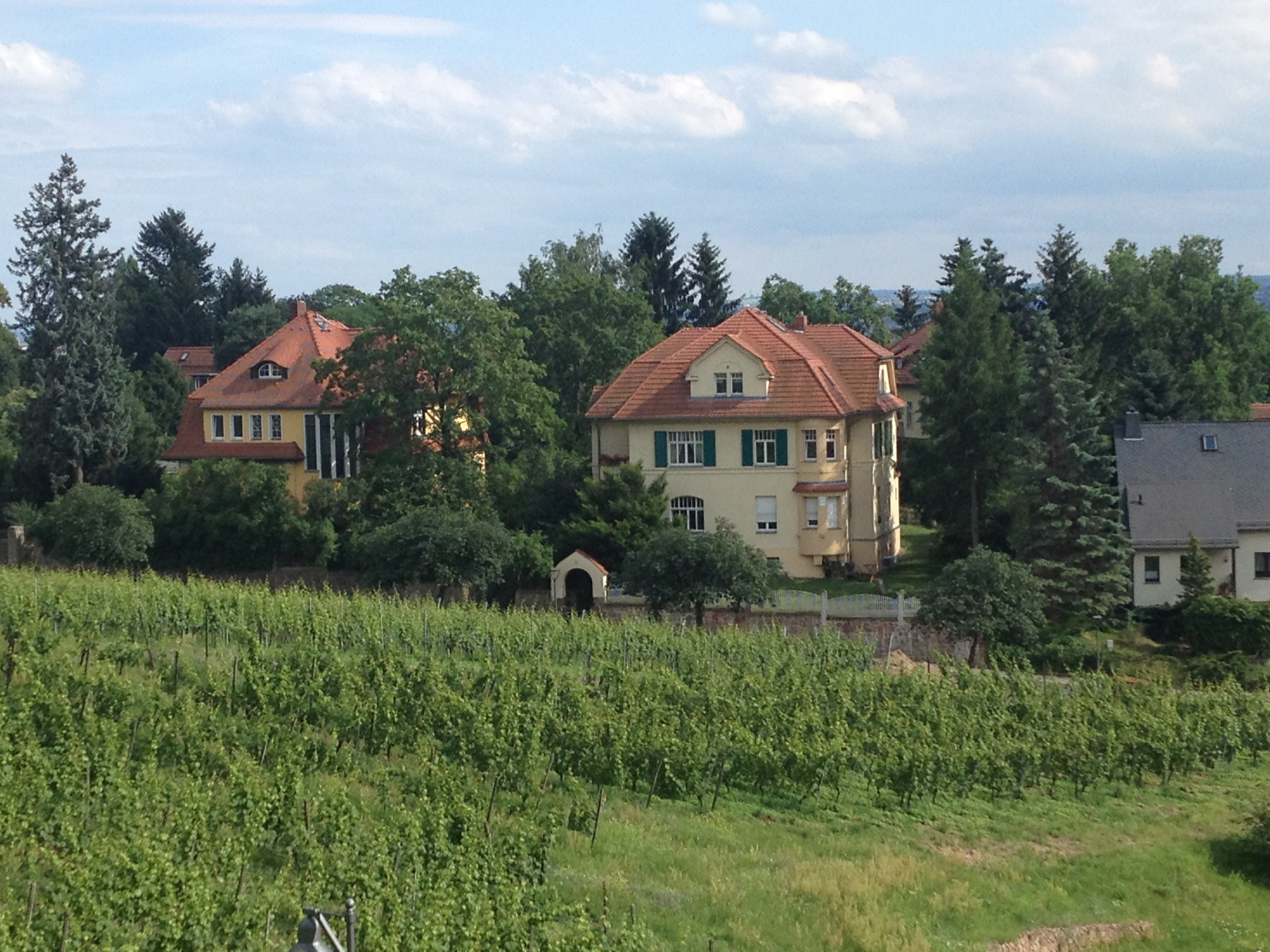
Weinbergstraße 5 und 3, von der Kastanienterrasse der Hoflößnitz aus; davor der Weingarten Schlossberg

## Beschreibung
Die zusammen mit ihrer Stützmauer, Einfriedung und Pforte unter Denkmalschutz stehende Mietvilla, auch als villenartiges Landhaus angesprochen, ist ein zweigeschossiges Wohnhaus mit einem ziegelgedeckten Mansarddach, in dem sich zur Straße hin ein breites Dachhaus befindet. Das Grundstück ist hängig.
Die Ansichten des Gebäudes sind asymmetrisch angelegt. Die Haupt- und rechte Nebenansicht werden durch einen dreiviertelrunden Eckerker verbunden, der durch die weit überstehende Dachtraufe gedeckt wird. In der linken Seitenansicht steht zur Gebäuderückseite hin – ebenso wie in der rechten Seitenansicht – ein Seitenrisalit. Vor diesem findet sich ein Altan, in dem sich von der Straßenseite her der Hauseingang befindet.
Die verputzten Fassaden werden durch Gesimse gegliedert. Die Fenster sind unterschiedlich ausgebildet, im Obergeschoss wurden sie ehemals von Klappläden begleitet.
Die Einfriedung an der Straße besteht aus einer höheren Bruchsteinmauer, auf der sich zwischen Kunststeinpfeilern Holzzaunelemente befinden. Vor dem Hauseingang befindet sich in der Einfriedung ein rundbogiges Gartentor mit einer Ziegelabdeckung.

## Geschichte
Der Privatier Julius Caspar ließ sich von dem Architekten Oskar Menzel ein Wohnhaus entwerfen, dessen Bau er 1913 beantragte. Die Baugenehmigungen ergingen im Februar beziehungsweise Mai jenes Jahres. Ausführung und Bauleitung lagen bei dem Serkowitzer Baumeister Johannes Eisold. Die Bitte um Bezugsgenehmigung ist auf den 14. August 1913 datiert.